# Jorge García Torre
Jorge García Torre (Gijón, Asturias, España, 13 de enero de 1984) es un futbolista español que juega como defensa en el U. D. Llanera de la Tercera División de España. Es hermano gemelo del también futbolista Alejandro García Torre.

## Trayectoria
Comenzó en los equipos de fútbol base del Club de Fútbol Estudiantes de Somió antes de incorporarse a la cantera del Real Sporting de Gijón. En 2000, durante su etapa en categoría cadete, se proclamó campeón de España.
En 2003 debutó con el Real Sporting de Gijón "B" y, posteriormente, lo hizo también con el primer equipo en la temporada 2005-06 de la mano del entrenador Ciriaco Cano. En la campaña 2007-08 formó parte de la plantilla que logró el ascenso a Primera División del Sporting y fue alineado como titular en el partido definitivo ante la S. D. Eibar disputado en el estadio El Molinón.
En julio de 2009, después de una temporada con poca participación en Primera, fue cedido al Club Gimnàstic de Tarragona de Segunda División. Una vez finalizado el periodo de préstamo regresó al Sporting para la campaña 2010-11. Tras contar de nuevo con pocos minutos en el conjunto rojiblanco, decidió desvincularse del club en agosto de 2011 para fichar por el Real Murcia C. F., recién ascendido a la categoría de plata.
El 16 de julio de 2013 se anunció su fichaje por el C. D. Lugo. El 14 de agosto de 2014 rescindió su contrato el Lugo para fichar por la U. E. Llagostera. El 24 de julio de 2016 se incorporó al Burgos C. F. De cara a la temporada 2017-18 firmó un contrato con el C. F. Rayo Majadahonda, con el que ascendió a Segunda División.

## Clubes
| Club                        | País   | Año       |
| --------------------------- | ------ | --------- |
| Real Sporting de Gijón "B"  | España | 2003-2005 |
| Real Sporting de Gijón      | España | 2005-2009 |
| Club Gimnàstic de Tarragona | España | 2009-2010 |
| Real Sporting de Gijón      | España | 2010-2011 |
| Real Murcia C. F.           | España | 2011-2013 |
| C. D. Lugo                  | España | 2013-2014 |
| U. E. Llagostera            | España | 2014-2016 |
| Burgos C. F.                | España | 2016-2017 |
| C. F. Rayo Majadahonda      | España | 2017-2019 |
| U. P. Langreo               | España | 2019      |
| U. D. Llanera               | España | 2019-     |